# Arthur C. Cope
Arthur C. Cope (27 juin 1909 - 4 juin 1966) est un chimiste organicien et membre de l'Académie nationale des sciences. On lui attribue le développement de plusieurs réactions chimiques importantes qui portent son nom, notamment l'élimination de Cope et le réarrangement de Cope.

## Biographie
Cope est né le 27 juin 1909 à Dunreith, en Indiana. Il obtient un baccalauréat en chimie de l'université Butler à Indianapolis en 1929 et un doctorat en 1932 de l'université du Wisconsin à Madison. Ses recherches se poursuivent à l'université Harvard en 1933 en tant que membre du National Research Council. En 1934, il rejoint la faculté du collège Bryn Mawr. Là, ses recherches portent sur les premières synthèses d'un certain nombre de barbituriques, dont le vinbarbital (en) (delvinal sodium). À Bryn Mawr, Cope développe également une réaction impliquant le réarrangement thermique d'un groupe allyle qui est finalement connu sous le nom de réarrangement Cope.
En 1941, Cope part à l'université Columbia où il travaille sur des projets associés à l'effet de la guerre, notamment des agents de guerre chimique, des médicaments antipaludéens et des traitements contre l'empoisonnement au gaz moutarde. En 1945, il part au Massachusetts Institute of Technology pour devenir le chef du département de chimie.
En 1944, il reçoit American Chemical Society Award en chimie pure et en 1947, il est élu à l'Académie nationale des sciences.
Aujourd'hui, le prix Arthur-C.-Cope, en l'honneur de sa mémoire, est décerné chaque année par l'American Chemical Society à un chimiste organicien.